# 907
Évszázadok: 9. század – 10. század – 11. század
Évtizedek: 850-es évek – 860-as évek – 870-es évek – 880-as évek – 890-es évek – 900-as évek – 910-es évek – 920-as évek – 930-as évek – 940-es évek – 950-es évek
Évek: 902 – 903 – 904 – 905 –  906 – 907 – 908 – 909 – 910 – 911 – 912

## Események

### Európa
- A keleti frankok nagy (állítólag 60 ezer fős) sereget gyűjtenek, hogy elűzzék a magyarokat a megszállt Pannóniából. A hadjáratot formálisan a 13 éves Gyermek Lajos király vezeti, a három seregrész Luitpold bajor őrgróf, Theotmar salzburgi érsek és Sieghard herceg (a király rokona) parancsnokságával a Duna mentén nyomul előre. A döntő csatára Brezalauspurcnál (valószínűleg Pozsony) kerül sor július 4-6 között, ahol a magyarok külön-külön felmorzsolják a három frank szárnyat. A frankok számára katasztrofális csatában életét veszti a három vezér, valamint a freisingi és a Säben-Brixen-i püspök, 3 apát és 19 gróf. A magyarok ezt követően betörnek Bajorországba és Regensburgig dúlják a vidéket. A pozsonyi csata eredményeképpen a Dunántúl végleg magyar kézben marad és a határt az Enns folyóig terjesztik ki.
- Luitpold fia, Arnulf felveszi a bajor hercegi címet és energikusan megkezdi a magyarok elleni védelem szervezését. Az ehhez szükséges pénzt többek között egyházi birtokok elkobzásával szerzi meg, ezért a krónikákban megkapja a "Gonosz" melléknevet.
- Meghal Árpád magyar fejedelem; utóda fia, Zolta (halálának idejéről és utódjáról Anonymus ír, a mai történészek mindkettőt vitatják).
- Oleg kijevi fejedelem nagy flottát gyűjt, lehajózik a Dnyeperen és kifosztja Konstantinápoly környékét.
- Bölcs Leó bizánci császár leváltja pozíciójából I. Nikolaosz Müsztikosz konstantinápolyi pátriárkát, akivel negyedik házassága miatt került konfliktusba és a pátriárka megtiltotta neki, hogy a fia keresztelőjén belépjen a templomba. Helyére I. Euthümiosz kerül.
- Meghal I. (Nagy) Alain breton herceg. Utódját Gourmaëlon, Cornouaille grófja elűzi és átveszi az uralmat a hercegség fölött.
- Együgyű Károly nyugati frank király feleségül veszi Dietrich szász gróf lányát, Frederunát.

### Kína
- A tényleges hatalmat birtokló Csu Ven hadúr lemondatja a 14 éves Tang Aj-ti császárt és elfoglalja a trónt. A Tang-dinasztia megbukik és helyét a Kései Liang-dinasztia veszi át. A tartományi kormányzók és hadurak nem fogadják el a változást és sorra kiáltják ki függetlenségüket, megalakulnak Csin, Csi, Vu és Korai Su államai. Kína darabokra hullik szét, megkezdődik a hét évtizedig tartó Öt dinasztia és tíz királyság kora.
- Apaocsi kerül a kitanok élére, aki megkezdi a Kitan Birodalom (916-tól Liao-dinasztia) kiépítését.

## Születések
- Sváb Berta, II. Rudolf burgundiai király felesége
- Rudesind, galíciai püspök
- Szent Vencel, cseh fejedelem

## Halálozások
- május 2. - I. Borisz, bolgár fejedelem
- július 4. – Theormar, salzburgi érsek
- július 5. – Luitpold, karantániai és pannóniai őrgróf
- I. Alain, breton herceg
- Árpád, magyar fejedelem
- Iszmáíl Számáni, számánida emír
- II. Radelchis, beneventói herceg

## Fordítás
- Ez a szócikk részben vagy egészben  a(z)   907 című angol Wikipédia-szócikk ezen változatának fordításán alapul.  Az eredeti cikk szerkesztőit annak laptörténete sorolja fel. Ez a jelzés csupán a megfogalmazás eredetét és a szerzői jogokat jelzi, nem szolgál a cikkben szereplő információk forrásmegjelöléseként.